# Rozlotî, Korop
Rozlotî (în ucraineană Розльоти) este o comună în raionul Korop, regiunea Cernihiv, Ucraina, formată numai din satul de reședință.

## Demografie
Componența lingvistică a comunei Rozlotî
     Ucraineană (99,34%)
     Alte limbi (0,66%)
Conform recensământului din 2001, majoritatea populației comunei Rozlotî era vorbitoare de ucraineană (99,34%), existând în minoritate și vorbitori de alte limbi.